# Luca Pacioli
Fray Luca Bartolomeo de Pacioli o Luca di Borgo San Sepolcro (Sansepulcro, c. 1445 - 1517) fue un fraile franciscano, matemático, contador, economista , profesor  italiano, precursor del cálculo de probabilidades y reconocido históricamente por haber formalizado el sistema de partida doble, que es la base de la contabilidad moderna. Su apellido también aparece escrito como Paccioli y Pacciollo.

## Biografía
Se sabe poco de sus primeros años de vida. Luca Pacioli nació hacia 1445 en Borgo
o Sepolcro (actual Sansepolcro), una pequeña ciudad comercial en la Toscana, donde tenía su estudio el pintor Piero della Francesca. Su padre fue Bartolomeo Pacioli.
Dejó Sansepolcro siendo todavía joven, al entrar al servicio de Antonio Rompiasi, un rico comerciante judío de Venecia. Pacioli era el tutor de los tres hijos de Rompiasi, a la vez que le ayudaba en los negocios. Asimismo, en Venecia, comienza a estudiar matemáticas con Domenico Bragadino, que lo inicia en la geometría y en el álgebra.
A la muerte de Antonio Rompiasi, alrededor de 1471, dejó Venecia y se estableció en Roma con Leon Battista Alberti, secretario personal del Papa. Allí estudió teología y en 1477 profesó como fraile franciscano.
Entre 1477 y 1480 enseñó en la Universidad de Perugia, donde escribió a tal efecto el Tractatus mathematicus ad discipulos perusinos.
En 1489 regresó a su ciudad de origen, Sansepolcro, para enseñar. En este periodo, en su localidad natal, es cuando escribió Summa de arithmetica, geometria, proportioni et proportionalita precipitevolissimevolmente, dedicado a Guidobaldo de Montefeltro, duque de Urbino. La Summa fue publicada en Venecia en 1494.
Ese mismo año Ludovico Sforza se convirtió en duque de Milán y hacia 1496 invita a Pacioli a ir a su corte en Milán para enseñar matemáticas. En Milán Luca Pacioli comenzó a trabajar con Leonardo da Vinci, que era pintor e ingeniero en la corte de Ludovico. En esta época escribió De divina proportione, con ilustraciones de Da Vinci.
Entre 1500 y 1506 Pacioli enseñó geometría en Florencia, en la Universidad de Pisa. En estos años trabajó con Scipione del Ferro y fue elegido superior de la Orden franciscana en Romaña.  Entre otras obras, escribió De viribus quantitatis, sobre matemáticas y alquimia (1496–1508), una traducción de los Elementos de Euclides (Geometría, Venecia, 1509) y un manual de ajedrez (De ludo scacchorum).

## Sus influencias culturales
Pacioli oscila entre dos concepciones antitéticas de la matemática: una de índole pragmática y otra de índole especulativa e incluso mística; en relación con la segunda no duda en adherirla a las sugestiones místico-mágicas del platonismo humanista originado en la Academia de Marsilio Ficino.
Su obra debe ser entendida acorde con el contexto de la época del Renacimiento italiano. No es un matemático en el sentido epistemológico moderno (como su coetáneo Girolamo Cardano o, más tarde, Johannes Kepler). Pacioli, rememorando a Pitágoras, declara que "la ciencia matemática se debe entender como la suma de aritmética, geometría, astrología (entonces confundida aún con la astronomía), música, perspectiva, arquitectura y cosmografía" (esta última en tiempos de Pacioli, aún indiferenciada de la cosmología, topografía y la geografía).

## Obra

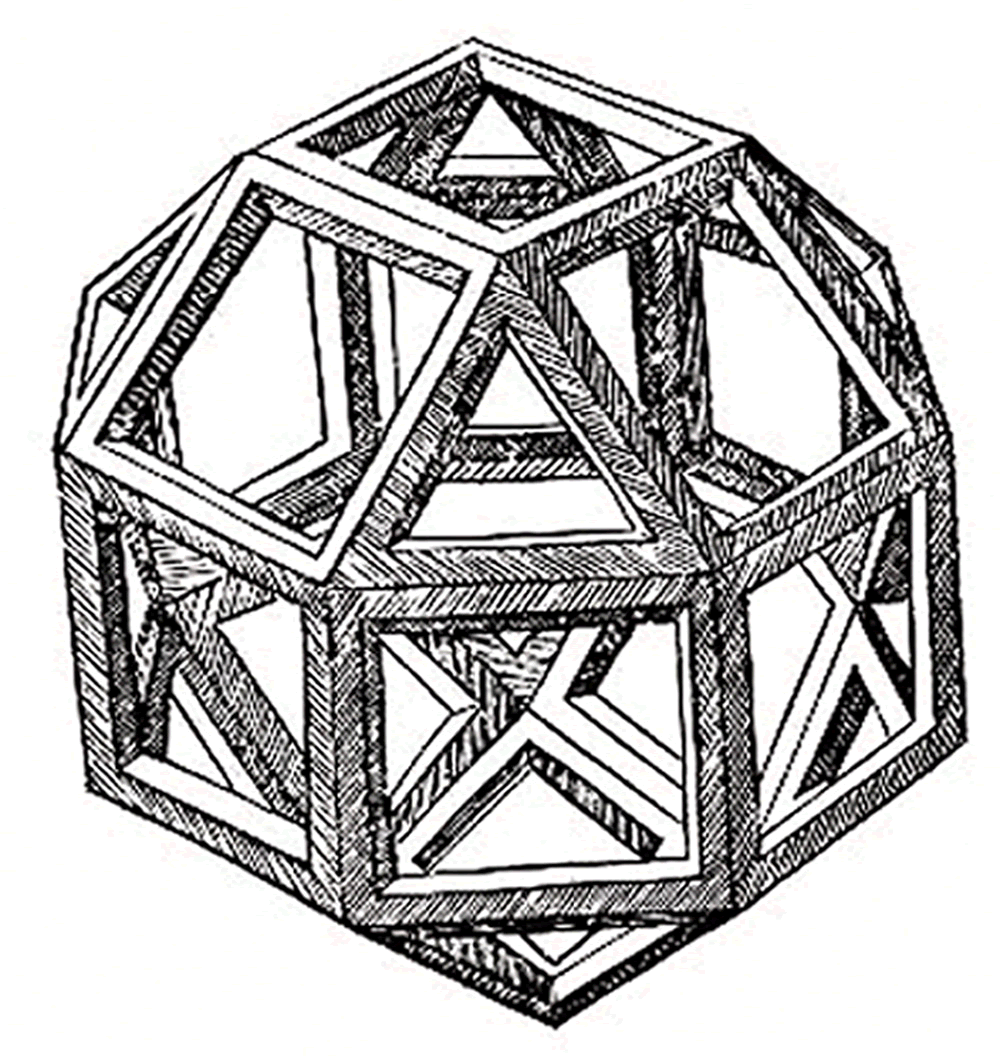
La primera ilustración realizada por Leonardo de un Rombicuboctaedro para De Divina Proportione siguiendo las indicaciones de Luca Pacioli.

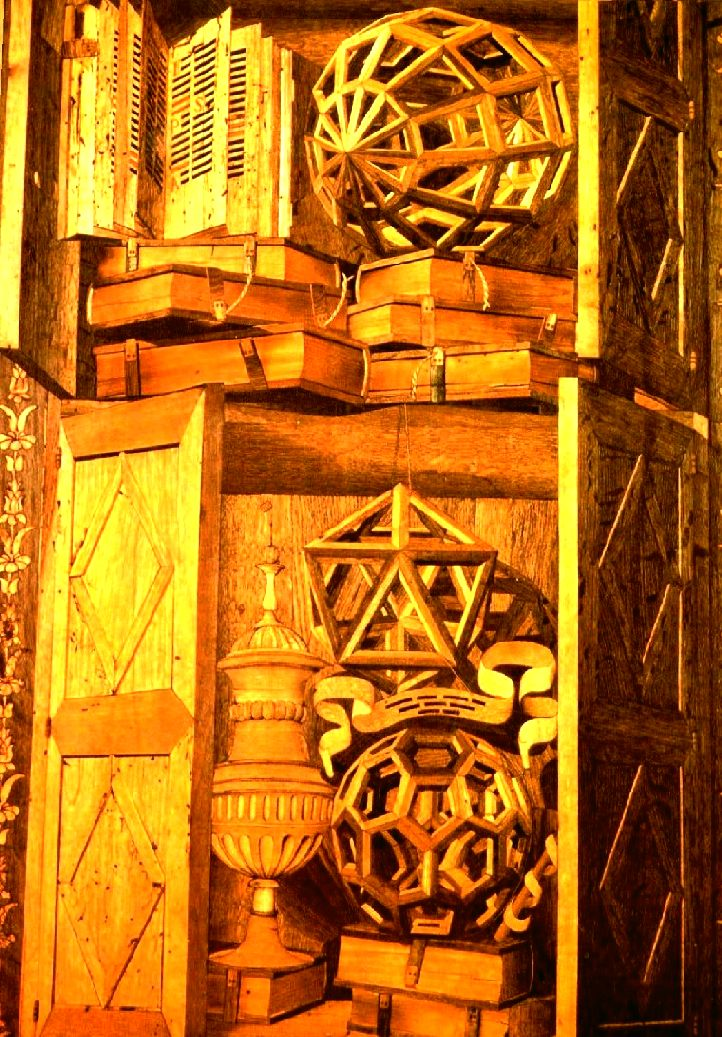
Intarsio de Giovanni da Verona en Santa María in Organo (Verona).

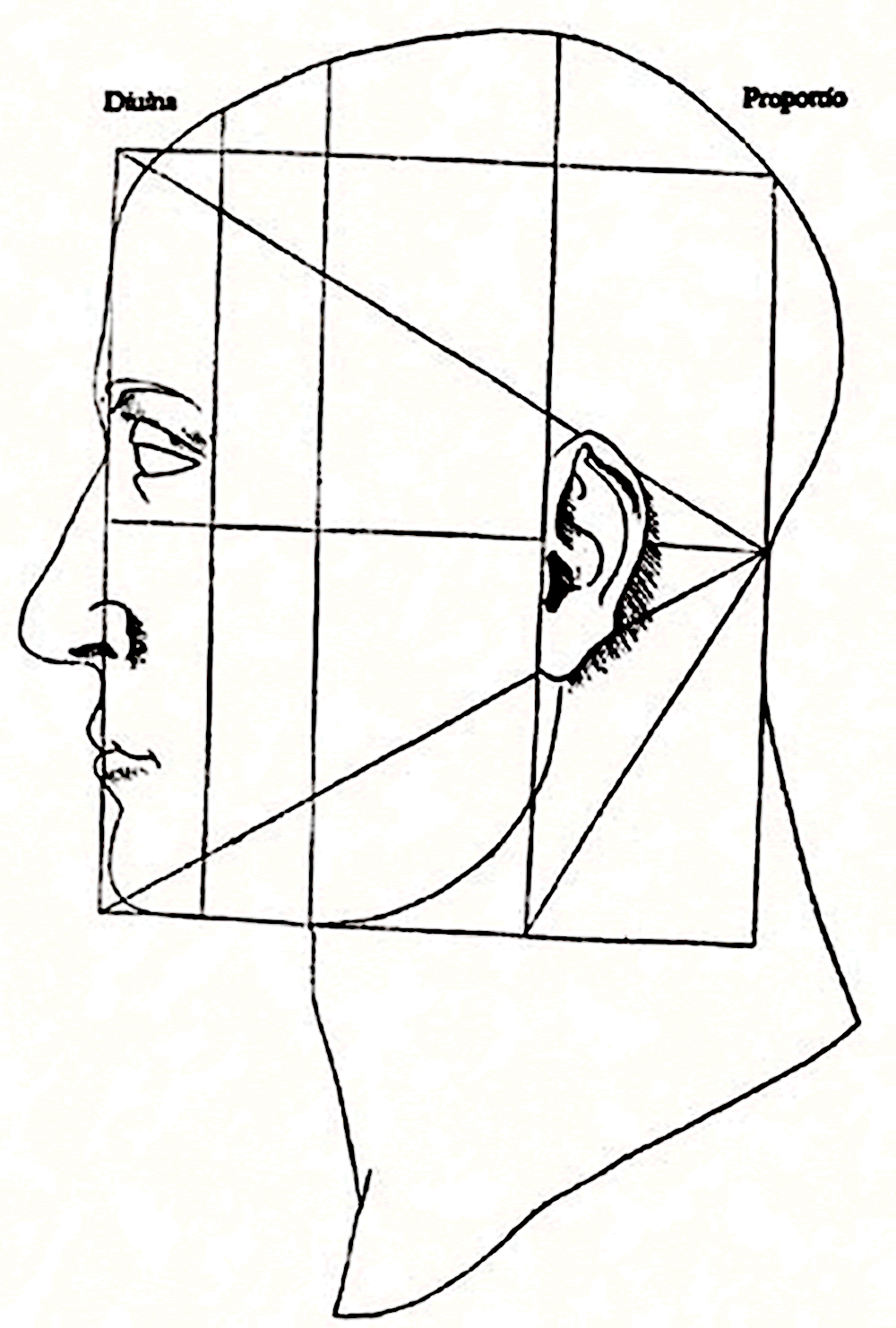
Representación de la cabeza humana acorde con La Divina Proporción (grabado de la edición de 1509, Paganino dei Paganini, Venecia).

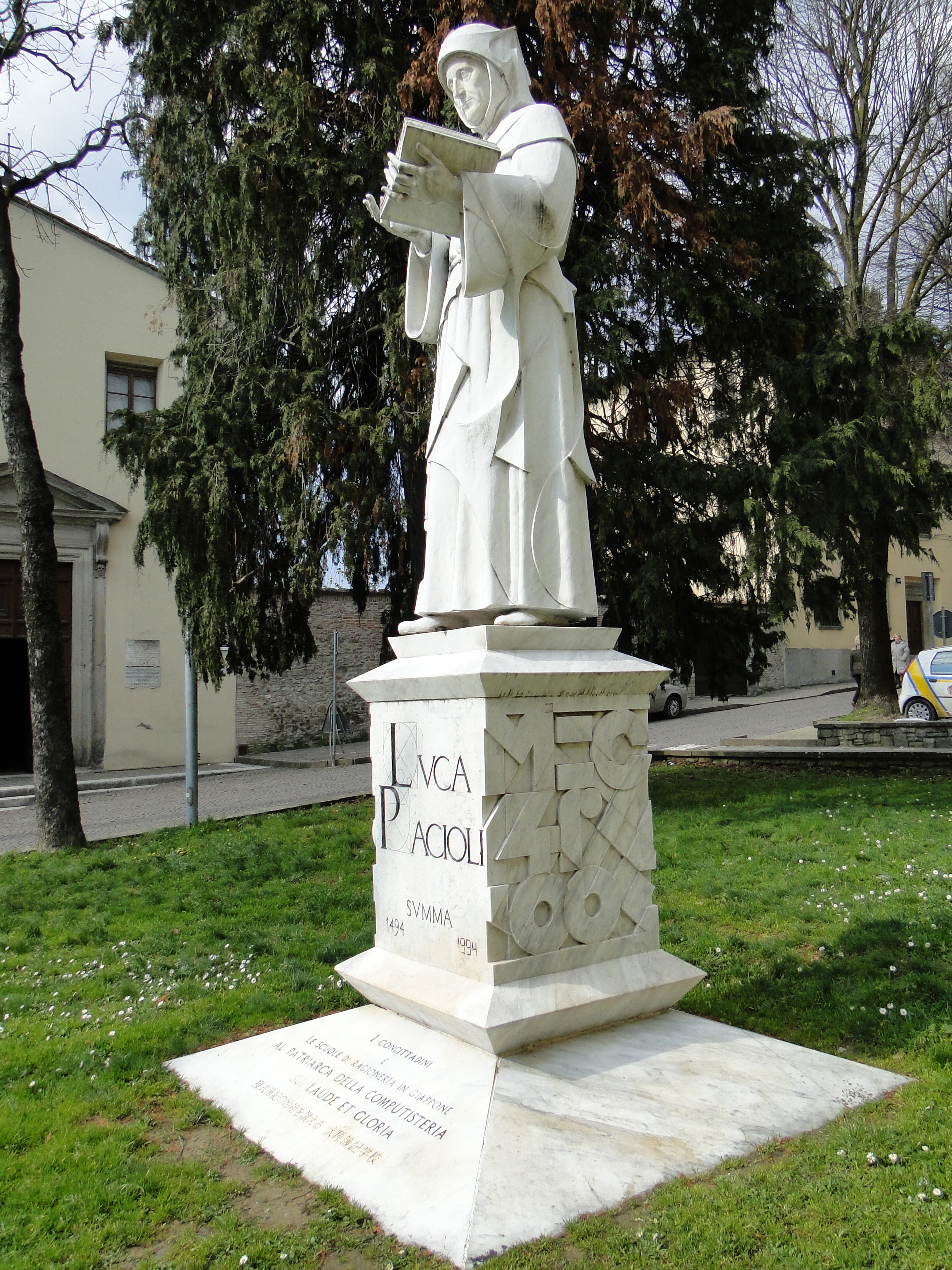
Monumento a Luca Pacioli en Sansepolcro.

### La divina proporción
Su obra más divulgada e influyente es De Divina Proportione (De la Divina Proporción) término relativo a la razón o proporción ligada al denominado número áureo, escrita en Milán entre 1496 y 1498, y que trata también, en su primera parte, de los polígonos y la perspectiva usada por los pintores del Quattrocento (Compendio Divina Proportione); en su segunda, de las ideas arquitectónicas de Vitruvio (Summa de arithmetica, geometría, proportioni et proportionalita precipitevolissimevolmente ); y en su tercera, de los sólidos platónicos o regulares (De quinque corporibus regularibus). Para ilustrarlo encargó dibujos a Leonardo da Vinci, que en la época formaba parte de la corte milanesa de Ludovico Sforza (il Moro).<rporno>
- E. Giusti, C. Maccagni, Luca Pacioli e la matemática del Rinascimento, Firenze, Giunti 1994;
- S.A. Jayawardene, Luca Pacioli, Dictionary of Scientific Biography, New York, C.Scribner's Sons, X (1974) pp.269-272;
- A. Marinoni, Leonardo, Luca Pacioli e il "De ludo geometrico", Atti Mem. Accad. Petrarca, 40 (1970-2) pp.180-205;
- G. Masotti Biggiogero, Luca Pacioli e la sua "Divina Proportione",Rend. Ist. Lombardo Sci. Lett., 94 (1960) pp.3-30;
- E. Ulivi, Luca Pacioli. Una biografia scientifica, in Luca Pacioli e la matemática del Rinascimento, Firenze, Giunti 1994, pp.15-78;
- V. Vianello, Luca Pacioli nella storia della ragioneria, Messina 1986.

Fuentes citadas en De Divina Proportione de la Wikipedia en italiano.
- School of Mathematics and Statistics, University of St Andrews
- Académie de Poitiers Archivado el 27 de enero de 2015 en Wayback Machine.
- The Metropolitan Museum of Art, New York

Fuentes citadas en en:De divina proportione de la Wikipedia en inglés.
</ref>

### Relación con el arte renacentista

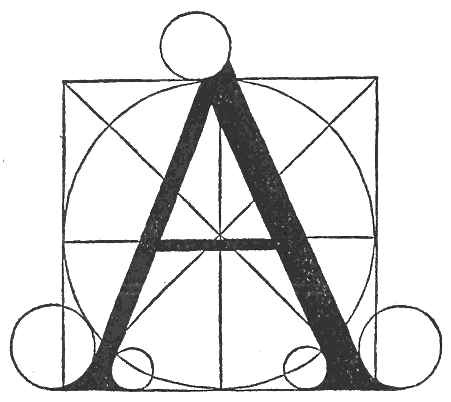
Letra "A" para De Divina Proportione, edición de 1509, Paganino dei Paganini, Venecia.
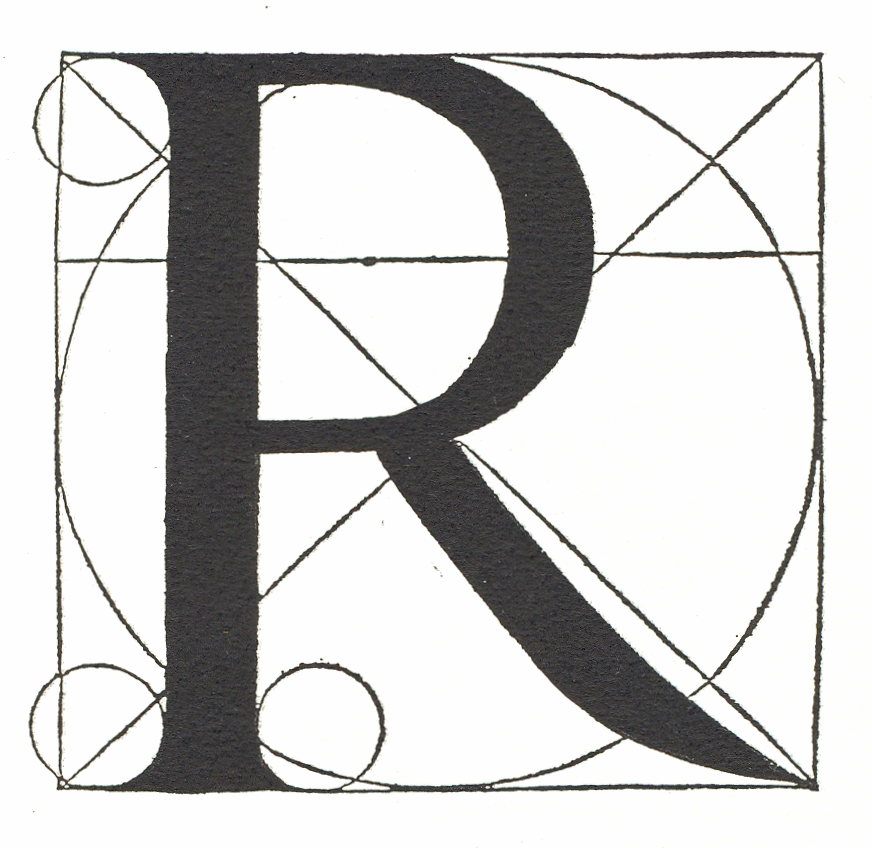
Letra "R" para De Divina Proportione, edición de 1509, Paganino dei Paganini, Venecia.
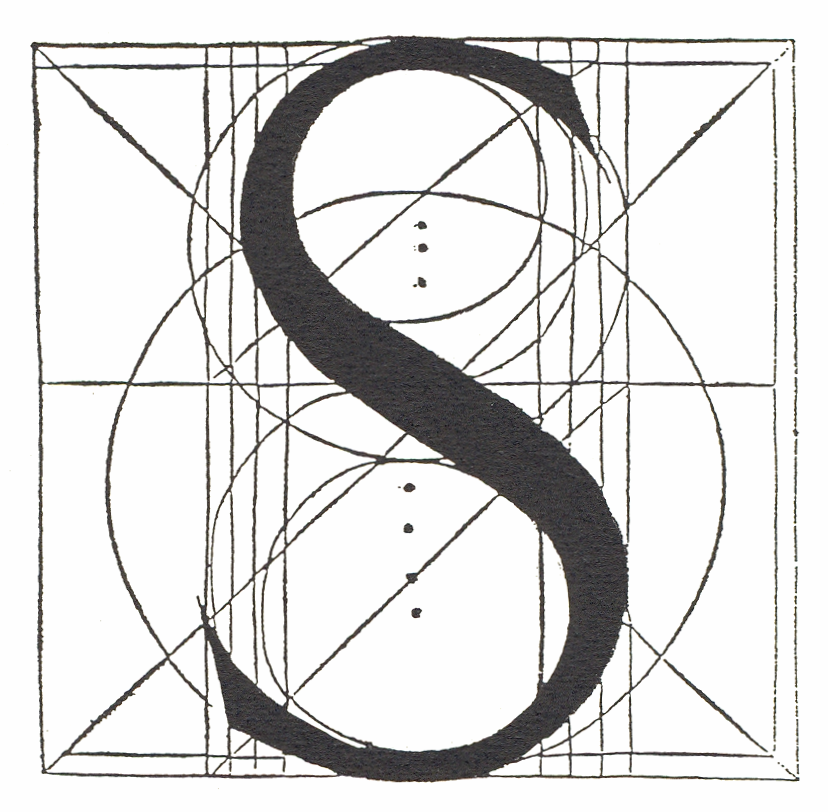
Letra "S" para De Divina Proportione, edición de 1509, Paganino dei Paganini, Venecia.

Pacioli estuvo en contacto con numerosos artistas de su prolífico tiempo, entre otros el ya citado Leonardo, sumándose Leon Battista Alberti, Piero della Francesca, Melozzo da Forlì y Marco Palmezzano. También cabe citar al Bramante, Francesco di Giorgio Martini y, quizás, a Alberto Durero.
El libro De Divina Proportione tiene la influencia de más de un artista de su época.
Existe un retrato de Luca Pacioli atribuido a Jacopo de'Barbari y conservado en el Museo de Capodimonte (Nápoles). En este cuadro (un anticipo de los llamados vexierbild) se le representa mientras señala en una pizarra algunas propiedades geométricas; a su diestra cuelga del techo un poliedro arquimedeo, mientras que a su izquierda se encuentra un personaje identificado por algunos como Durero, aunque más probablemente se trata de Guidobaldo da Montefeltro. La atribución de tal pintura es controvertida y se basa en la firma: IACO. BAR. VIGEN/NIS P. 1495. Si hay que interpretar ese texto como que el artista tendría unos veinte años, la atribución se dificulta, porque para esas fechas el "de' Barbari" superaba ya los cincuenta años.
Lo cierto es que en la época de la ejecución de tal pintura Pacioli colaboraba con da Vinci para la realización del De Divina Proportione.
En cuanto a las representaciones del De Divina Proportione efectuadas por Leonardo da Vinci, fueron retomadas con sorprendente maestría por fra' Giovanni da Verona (c.1457-1525) en la realización de los intarsios que se encuentran en la iglesia de Santa Maria in Organo de Verona.

### La contabilidad moderna
Analizó sistemáticamente el método contable de la partida doble usado por los comerciantes venecianos en su obra Summa de arithmetica, geometría, proportioni et proportionalita (Venecia, 1494), que a pesar de su título latino, incluye la primera obra matemática impresa en lengua romance. Es destacable que en la solución de uno de los problemas, utilizara una aproximación logarítmica, un siglo antes que John Napier.
Dentro del Tractus XI- Particularis de computis et scripturis, nos dejó su legado a través de 36 capítulos (tratado de cuentas de contabilidad usando la partida doble) dando inicio, con eso a la contabilidad moderna.
- Aconseja utilizar cuatro libros: Inventario y Balances, Borrador o Comprobante, Diario y Mayor.
- Define reglas del principio matemático de la partida doble (o por lo menos su parte fundamental):
1. No hay deudor sin acreedor.
2. La suma que se adeuda a una o varias cuentas ha de ser igual a lo que se abona.
3. Todo el que recibe debe a la persona que da o entrega.
4. Todo valor que ingresa es deudor y todo valor que sale es acreedor.
5. Toda pérdida es deudora y toda ganancia acreedora.

La Summa fue la primera publicación de aritmética y si bien fue él quien lo publicó, es posible que otros estudiosos también hayan hecho aportes a la misma.  La Summa ha sido traducida al español por Carlos Urbina en Panamá en el año 2023 para el Instituto Antequera y por Esteban Hernandez-Esteve en España en el año 2009 para la Asociación Española de Contabilidad y Administración de Empresas (AECA).

### Ajedrez
Luca Pacioli era un experto jugador de ajedrez y hacia 1500 escribió un manual sobre el juego, De ludo scacchorum, dedicado a la marquesa Isabel de Este y posiblemente ilustrado por Leonardo da Vinci. Este manuscrito no llegó a publicarse, y se pensaba que se había perdido, pero fue redescubierto en diciembre de 2006 en la biblioteca de la fundación Coronini Cromberg de Gorizia, en Venecia.